# Le Basque bondissant
 (octobre 2011).
Si vous disposez d'ouvrages ou d'articles de référence ou si vous connaissez des sites web de qualité traitant du thème abordé ici, merci de compléter l'article en donnant les références utiles à sa vérifiabilité et en les liant à la section « Notes et références ».
Le Basque Bondissant est une société de transport en commun exploitant plusieurs lignes interurbaines (13, 14 et 15) du réseau Car Express (Txik Txak) et deux lignes nationale et internationale sous la dénomination commerciale Flixbus.
Le Basque Bondissant assure également des circuits scolaires pour le compte de la Communauté d'agglomération du Pays Basque.
Il assure également, d'avril à octobre diverses excursions et des prestations à la carte, ainsi que des services spéciaux pour les fêtes de Pampelune et de Bayonne
Elle dessert donc les communes d'Anglet, de Tarnos, de Boucau, de Biarritz, de Bayonne, de Mouguerre, de Briscous, d'Hasparren, d'Urcuray, d'Espelette de Saint-Jean-de-Luz, de Bassussarry, de Larressore de Cambo-les-Bains, d'Ustaritz, d'Arcangues, d'Ascain, d'Hendaye, de Biriatou, de Saint-Pée-sur-Nivelle, de Ciboure, de Ahetze, de Guéthary, de Bidart, d'Arbonne, de Souraïde, d'Ainhoa, de Lahonce, de Bidarray, d'Itxassou, de Louhossoa, d'Urrugne, d'Urcuit, de Villefranque, de Saint-Pierre-d'Irube et de Sare.

## Présentation

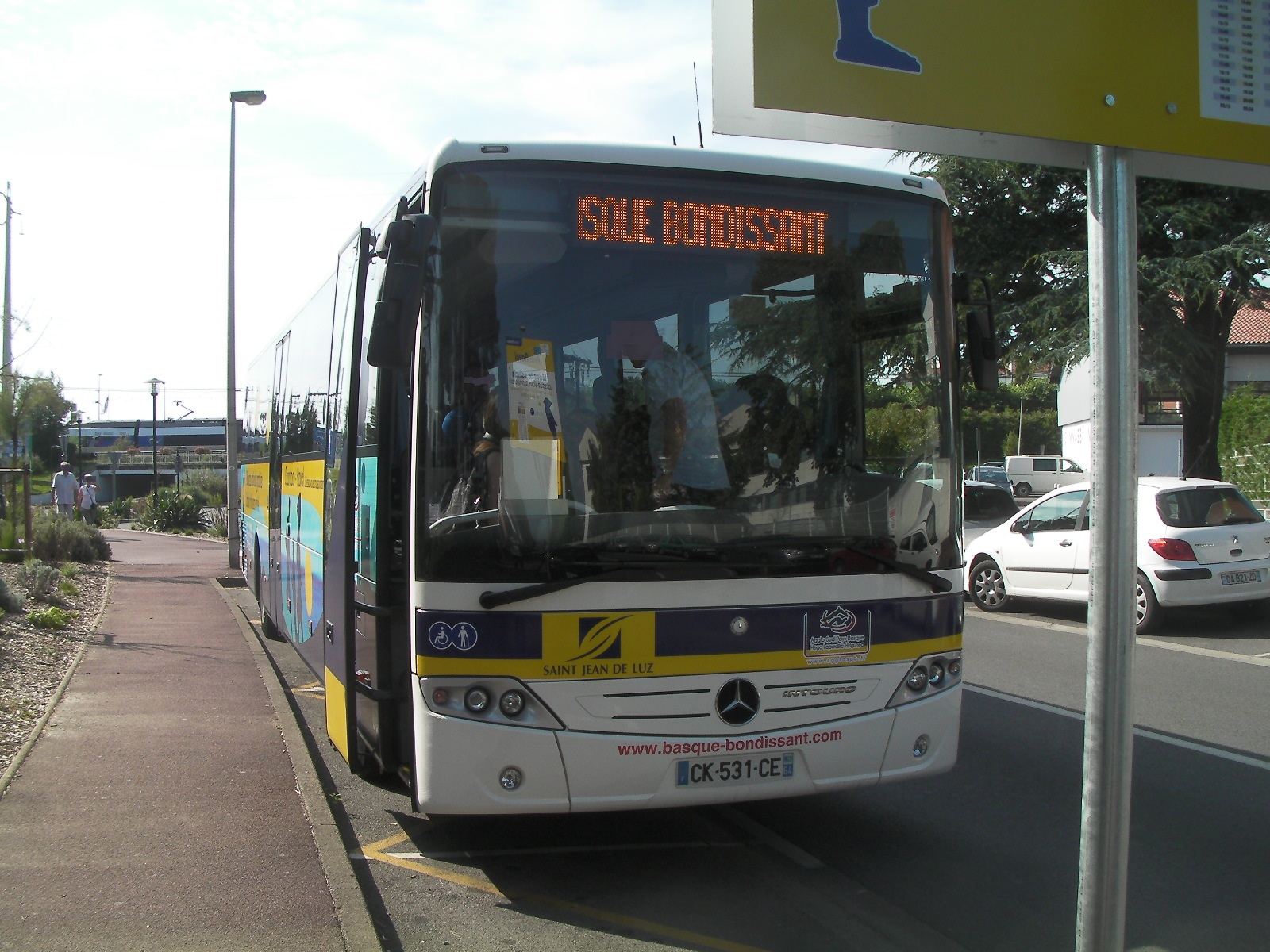
Un véhicule faisant des navettes vers un parking Relais de St-Jean-de-Luz, en 2014

- 1936 : Création du Basque bondissant, exploitant avec un seul autocar la ligne Saint-Jean-de-Luz / Sare et desservant le funiculaire de la Rhune. La société tire son nom du surnom du joueur de tennis Jean Borotra, très populaire à l'époque.
- 1963 : Acquisition de deux nouveaux véhicules, puis croissance progressive de la société.
- 1970 : Sous la houlette d'Agustin et Michel l'entreprise s'agrandit avec l'acquisition de cars de Tourisme, développement de services scolaires et exploitation de lignes Internationales vers l'Espagne et le Portugal. La société est à l’origine de la création d’Intercars, vendue en 2003 à Eurolines[3].
- 1998 : Avec l'arrivée de la troisième génération, un nouvel élan est donné par de la croissance externe avec l'achat de six entreprises locales de transport de voyageurs. À ce jour, Le Basque Bondissant compte quatre dépôts d'exploitation, un atelier d'entretien mécanique et carrosserie intégré et une flotte de plus de 90 véhicules, et il est animé par plus de 100 salariés[4].
- 2009 : Le lancement du premier site internet avec vente en ligne d'excursions et de voyages. Cette même année, l'entreprise est certifiée AFNOR «Engagement de Service» dans le cadre de son appartenance au réseau de P.M.E. Réunir, depuis, elle s'est modernisé et structuré sous l'enseigne Starshipper. Un pôle Qualité-Sécurité-Environnement ainsi qu’un pôle Marketing Communication ont été mis en place ; de même qu’un système d’informatique embarquée pour les conducteurs.
- 2015 : Avec l’adoption de la loi Macron, Le Basque Bondissant lance deux lignes régulières nationales: Côte Basque – Pau – Toulouse et Côte Basque – Dax – Bordeaux.
- 2017 : À la suite d'une concurrence féroce, d'une perte de plusieurs dossiers et d'une baisse de la sous-traitance de ses partenaires historiques, la société met en place un plan de sauvegarde de l'emploi. Le dépôt de St Jean de Luz est vendu, le siège est déplacé à Urrugne[5].

### Filiales rachetés
- DAT
- Diharce
- Lata
- Le Pullman Basque
- Doyhenard
- Voyages Océan Pyrénées
- Larronde

## Lignes

### Ouibus / BlaBlaBus
Le Basque bondissant exploitait sous la marque Starshipper, puis Ouibus (devenu BlaBlaBus) la ligne reliant Toulouse et Saint-Sébastien (Espagne), en passant par la Côte basque. Elle fonctionnait tous les jours à raison de deux départs quotidiens, de même qu’une ligne Bordeaux - Hendaye dès 2015 et l’ouverture des lignes Macron. 
Une autre ligne a vu le jour entre Paris et la côte Basque.
Leur partenariat s’arrête en 2019.

### Car Express
Le Basque Bondissant exploite aussi les lignes 13 (Bayonne - Hazparne - Bastida / Donoztiri), 14 (Bayonne - Kanbo - Ezpeleta) et 15 (Kanbo - Hazparne - Iholdi) du réseau Car Express de la marque Txik Txak.

### Flixbus
Le Basque Bondissant relance ses lignes nationales par autocar depuis Bordeaux, Toulouse et Paris à destination de la Côte Basque, grâce à un nouvel accord de franchise avec Flixbus en mai 2021.

## Agences commerciales et dépôt
Le dépôt du Basque bondissant se situe à Tarnos (Landes), avec des dépôts secondaires à Urrugne, Hendaye, Cambo-les-Bains et Saint-Pée-sur-Nivelle.
Le dépôt principal de St Jean de Luz a été vendu fin 2017.

## Chiffres-clés
| Lignes (5)        |             |                                  |             |
| Pays basque       | Car Express | 13 14 15                         |             |
| Ligne Starshipper | Ouibus      | Liaison Toulouse-Saint-Sébastien |             |
| Desserte          |             |                                  |             |
| 1 département     |             | 2 agglomérations                 | 17 communes |
| Équipe            |             |                                  |             |
| 102 salariés      |             | 113 véhicules                    |             |

## État du parc et affectation au 3 octobre 2019
Le dépôt principal et siège social est situé à Saint-Jean-de-Luz, avec un dépôt secondaire à Tarnos et des parkings utilisés à Urrugne et Saint-Pée-sur-Nivelle.
| Modèles                                                                            | Numéros ou plaques d'immatriculation | Année                  | Nombres de places      | Affectations             | Dépôt                                               |
| ---------------------------------------------------------------------------------- | --- | ---------------------- | ---------------------- | ------------------------ | --------------------------------------------------- |
| Autocars (90)                                                                      | |                        |                        |                          |                                                     |
| 2 Volvo Irizar i6                                                                  | | 2015                   | 63 places              |                          | Tarnos                                              |
| 1 Irisbus Crossway                                                                 | AZ-335-XR | 2010                   | 78 places              |                          | Tarnos                                              |
| 2 Vanhool Altano T816                                                              | 8872 VK 64 et 03-LJ-66 (Portugal) | 1995                   | 72 places + couchettes |                          | Tarnos                                              |
| 1 Scania Irizar Dragon deux étages                                                 | BP-722-FF | 2002                   | 72 places              |                          | Tarnos                                              |
| 1 Scania Irizar Century i4                                                         | AS-320-ME | 2010                   | 63 places              |                          | Tarnos                                              |
| 6 Scania Irizar Century II                                                         | 6033 YX 64, BP-836-FF, BX-847-DP, CB-645-GP, CJ-155-LM, CJ-189-LM | 2008                   | 59 places              |                          | Tarnos et Urrugne                                   |
| 5 Scania Irizar PB                                                                 | 2556 XV 64, 2328 YS 64, AX-736-XT, AX-686-FT, BX-699-DP | 2004 à 2007            | 63 places              |                          | Saint-Jean-de-Luz                                   |
| 8 VDL-Bova Futura                                                                  | AQ-278-KB, AQ-225-KB, AX-160-HG, BL-2525-EB, BV-127-SY, BY-091-HP, CJ-227-LM, BW-026-BK | 2009                   | 61 places              |                          | Saint-Jean-de-Luz                                   |
| 3 VDL Futura                                                                       | BQ-225-ES, 8675-HSP, CQ-110-PF | 2011                   | 61 places              |                          | Saint-Jean-de-Luz                                   |
| 42 Mercedes-Benz Intouro Certains autocars ont été achetés par le groupe "Réunir". | CE-309-PX, CE-802-NS, CK-722-AK, CK-306-CE, CK-307-CE, CK-309-CE, CK-310-CE, CK-313-CE, CK-316-CE, CK-317-CE, CK-320-CE, CK-322-CE, CK-324-CE, CK-325-CE, CK-522-CE, CK-531-CE, CK-542-CE, CK-551-CE, CK-970-CE, CK-100-LW, CK-107-LW, CK-130-LW, CK-138-LW, CK-148-LW, CK-159-LW, CK-970-LW, CK-963-LW, CJ-882-ET, CL-296-VP, CL-306-VP, CL-393-YG, CL-402-YG, CL-939-SZ, CL-950-SZ, CL-956-SZ, CL-959-SZ, CL-969-SZ, CL-978-SZ, CL-986-SZ, CX-285-VL, CX-292-VL, CX-298-VL | 2012                   | 59 places              | 13 14 15                 | Saint-Jean-de-Luz St-Pée-sur-Nivelle Tarnos Urrugne |
| 5 VDL-Bova Lexio                                                                   | 2105 ZD 64, 5127 YR 64, BL-2525-EB, BY-091-HP, CJ-227-LM | 2007, 2008             | 53 places              |                          | Tarnos                                              |
| 1 Iveco Irizar EuroRider D 43 SRI                                                  | 73-LS-52 (Portugal) |                        | 52 places              |                          | Tarnos                                              |
| 1 Scania Irizar New Century                                                        | BH-099-MP | 2011                   | 51 places              |                          | Saint-Jean-de-Luz                                   |
| 4 VDL-Bova Magiq                                                                   | AS-102-DP, AL-163-CT, BL-525-EB, BL-542-EB | 2009 à 2011            | 51 places              | Toulouse-Saint-Sébastien | Saint-Pée et Tarnos                                 |
| 2 Volvo Sunsundegui/Irizar Century                                                 | 5243-GDH et 5228-GDH (Espagne) | 2008                   | 50 places              |                          | Saint-Jean-de-Luz                                   |
| 4 Kassbohrer Setra S215                                                            | BX-748-DP, BX-640-DP, BH-209-MP, CB-604-GP | 1994 à 2007            | 39 places              |                          | Tarnos et Saint-Jean-de-Luz                         |
| 2 DeltaPlan Irizar avec salon                                                      | 1457 ** **, 4883 XM 64 | 2003                   | 32 places              |                          | Tarnos                                              |
| Autobus (3)                                                                        | |                        |                        |                          |                                                     |
| 3 Scania Omnicity (ex voiron)                                                      | BP-940-TG (374) (ex 119, 430-CGZ-38), BH-880-MN (375) (ex 118, 429-CGZ-38), BH-979-MN (376) (ex 117, 427-CGZ-38) | 2004 (arrivée en 2011) | 110 places             |                          | Tarnos                                              |
| Midibus (2)                                                                        | |                        |                        |                          |                                                     |
| 2 heuliez GX-127L (ex voiron)                                                      | BF-806-QW (ex 242 voiron) et BD-163-VV (ex 328 voiron) | 2011 (arrivée en 2018  |                        |                          | Tarnos                                              |
| 2 Carsa Midicity (base Scania Omnicity) (ex voiron)                                | BH-143-MP (377) et BP-980-TG (378) | 2004 (arrivée en 2011) | 90 places              |                          | Tarnos                                              |
| Minicars (9)                                                                       | |                        |                        |                          |                                                     |
| 1 Mercedes-Benz Sprinter Transfer                                                  | CW-080-BR | 2013                   | 16 places              |                          | Saint-Jean-de-Luz                                   |
| 6 Vehixel Ligneo 23 (base Mercedes-Benz Sprinter)                                  | AD-897-GZ, AZ-136-XM, AZ-086-XM, AK-613-BY, AM-587-LD, CR-046-BL |                        | 23 places              |                          | Saint-Jean-de-Luz Tarnos Hendaye                    |
| 1 Indcar Pivecar                                                                   | SS-4480-AM (Espagne) |                        | 20 places              |                          | Saint-Jean-de-Luz                                   |
| 1 Iveco Daily 19                                                                   | SS-3333-AY (Espagne) |                        | 20 places              |                          | Tarnos                                              |
| Minibus (9)                                                                        | |                        |                        |                          |                                                     |
| 2 Vehixel Cytios 30 (base Mercedes-Benz Sprinter)                                  | 7068 XY 64, DK-544-QF | 2004 à 2007            | 30 places              |                          | Hendaye                                             |
| 1 Kapena Urby (base Irisbus Daily)                                                 | CW-050-TW | 2013                   | 15 places              |                          | Hendaye                                             |
| 3 Citroën Jumpy                                                                    | AM-384-XE, BB-191-CD et BA-092-FB | 2009                   | 13 places              |                          | Saint-Jean-de-Luz Hendaye                           |
| 1 Mercedes-Benz Sprinter City 65                                                   | CJ-609-EP |                        | 13 places              |                          | Hendaye                                             |
| 2 Volkswagen Multivan                                                              | AN-409-AVEC et AW-477-LS |                        | 8 places               |                          | Tarnos                                              |
| Service                                                                            | |                        |                        |                          |                                                     |
| Renault (type Monospace)                                                           | |                        | 4 places               |                          |                                                     |
| Mercedes-Benz (V.I.P.)                                                             | 8855-XM-64 | 2003                   | 4 places               |                          |                                                     |
| 2 Renault Kangoo                                                                   | CK-035-DG et CT-376-JW | 2013                   | 4 places               |                          | Saint-Jean-de-Luz                                   |